# Istmo de Curlandia
El istmo de Curlandia (en lituano: Kuršių nerija; en ruso: Куршская коса; en polaco: Mierzeja Kurońska; en alemán: Kurische Nehrung; en letón: Kuršu kāpas) es un estrecho istmo de arena de forma curva que separa el lago de Curlandia del mar Báltico.

## Geografía
El istmo se estrecha desde la península de Sambia en el sur hacia el norte acabando en la ciudad lituana de Klaipėda. Su longitud total es de 98 km, de los que 52 pertenecen a Lituania, mientras que el resto son territorio del óblast de Kaliningrado en Rusia. Su anchura va desde los 400 m cerca del pueblo de Lesnoye en Rusia hasta los 3800 metros en Lituania, al norte de Nida.

## Historia

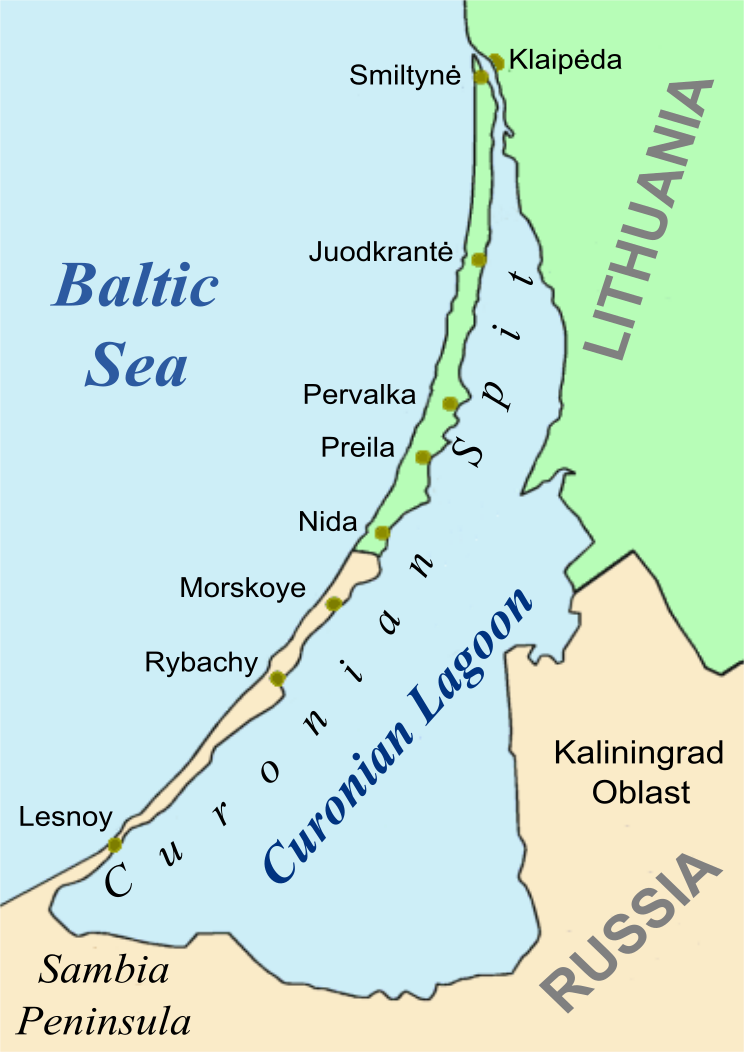
Istmo y lago de Curlandia.

Según la mitología báltica, el istmo fue formado por una chica muy fuerte llamada Neringa que estaba jugando en la playa. Este personaje aparece en otros mitos o leyendas (en algunos como una mujer joven vigorosa, siendo una versión femenina similar al mito griego de Heracles). 
Geológicamente el istmo se formó hace 5000 años. Desde el año 800 hasta 1016 fue la ubicación de Kaup, un gran centro comercial pagano que aún no ha sido excavado. Los Caballeros teutónicos ocuparon la zona en el siglo XIII, construyendo castillos en Memel (1252), Neuhausen (1283) y Rossitten (1372).
En el siglo XVI dio comienzo un nuevo período de formación de dunas. Los procesos de tala, deforestación, cultivos, pastos y construcción de barcos para el sitio de Königsberg promovieron el avance de las dunas, que enterraron pueblos enteros. Alarmado por estos problemas, el gobierno del reino de Prusia comenzó esfuerzos de reforestación a gran escala a partir de 1825. Gracias a estas iniciativas, gran parte del istmo está cubierto de bosques. En el siglo XIX, el Istmo de Curlandia estaba habitado sobre todo por Curonios (Kursenieki), conviviendo con minorías germanas en el sur y lituanas en el norte. La población curonia acabó siendo asimilada; en la actualidad es prácticamente inexistente desde incluso antes de 1945, cuando el istmo se había convertido en una zona totalmente alemana desde el punto de vista étnico[cita requerida] Hasta el siglo XX, la mayor parte de la población de la zona vivía de la pesca. La población germana fue expulsada tras la Segunda Guerra Mundial.
Desde 2002 hasta 2005, movimientos ecologistas tanto en el Óblast de Kaliningrado  como en Lituania  han elevado sus protestas contra los planes de Lukoil para explotar el campo petrolífero D6 en aguas territoriales rusas a 22,5 km de las costas del Istmo, por las graves consecuencias para el entorno y el turismo (un recurso vital de la zona) en caso de un derrame de petróleo. Estas preocupaciones no encontraron eco en el gobierno ruso, aunque sí en el de Lituania, ya que el campo estaría sólo unos cuatro kilómetros de las aguas territoriales lituanas y las corrientes oceánicas llevarían las manchas de petróleo a las costas lituanas en caso de escape. Sin embargo, la oposición a la explotación del pozo D6 encontró poco respaldo internacional y se abrió una plataforma en 2005.

## Estado actual

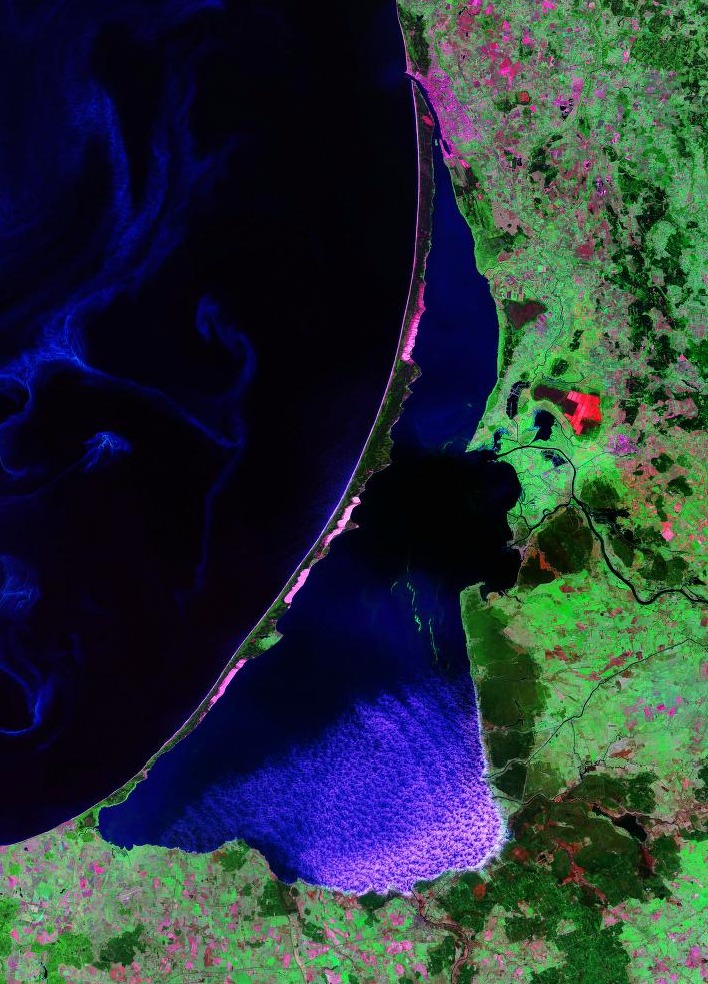
Foto de satélite.

Tras la desaparición de la Unión Soviética el turismo comenzó a florecer sobre todo con turistas alemanes. Entre todas las ciudades destaca Nida por su importancia turística.
En el Istmo de Curlandia se pueden encontrar las dunas de arena móviles más altas de toda Europa. La altura media de las dunas es 35 metros, aunque algunas alcanzan los 60.
La mayor población del Istmo es Nida, en Lituania, un popular destino turístico, frecuentado mayormente por turistas lituanos y alemanes. Las playas se ubican en la costa norte del Istmo. Tanto la zona rusa como la lituana han sido protegidas como parques nacionales..
Las poblaciones del Istmo (de norte a sur) son:
- Smiltynė
- Alksnynė
- Juodkrantė
- Pervalka
- Preila
- Nida
- Morskoe
- Rybachy
- Lesnoye

Las primeras seis poblaciones están en el lado lituano, mientras las otras tres en el ruso. La parte rusa del Istmo pertenece al distrito de Zelenogradsk dentro del Óblast de Kaliningrado, mientras que la lituana se divide entre Klaipėda y Neringa.
Una única carretera cruza el Istmo en toda su longitud. En el área rusa llega hasta Zelenogradsk, mientras que en la parte lituana alcanza Smiltynė. El Istmo no tiene conexión con la tierra firme lituana. Hay comunicación vía ferries entre Smiltynė, en el Istmo y la ciudad portuaria de Klaipėda.
Desde el año 2000, el Istmo ha entrado a formar parte del Patrimonio de la Humanidad en Europa de la UNESCO bajo el criterio "V" (ejemplo sobresaliente de asentamiento humano tradicional, uso de la tierra o uso del mar que es representativo de una cultura [...], o interacción humana con el entorno especialmente cuando se ha vuelto vunerable bajo el impacto de un cambio irreversible).